# Йоган Георг Гаман
Йоган Георг Гаман (нім. Johann Georg Hamann; 1730, Кенігсберг — 1788) — німецький філософ, ідеолог літературного руху «Буря і натиск». Разом з Гердером і Якобі повстав проти шкільного раціоналізму і догматизму в ім'я вільного релігійного почуття і живої віри.

## З біографії
Отримавши в Кенігсберзі ґрунтовну філологічну освіту, Гаман був домашнім учителем в Ризі, а потім вирушив до Лондона. Другу половину свого життя Гаман провів у своєму рідному місті, спочатку на службі, потім у відставці, живучи на кошти одного зі своїх шанувальників.
Гаман познайомив свого земляка Канта із працями Руссо та Г'юма, який пробудив його із «догматичного сну». Гаман зазнав сильного впливу Г'юма, але він використовував його погляди для аргументів скоріше на підтримку християства, ніж проти нього.
Ґете та К'єркеґор були серед тих, хто вважав Гамана «найкращим розумом свого часу». Також Гаман справив ключове значення на Геґеля та Якобі. Задовго до лінгвістичного повороту Гаман вважав, що епістемологію потрібно замінити на філософію мови.

## Твори
- Biblische Betrachtungen, 1758
- Gedanken über meinen Lebenslauf, 1758/59
- Sokratische Denkwürdigkeiten, 1759 (Digitalisat und Volltext // Німецький текстовий архів)
- Versuch über eine akademische Frage, 1760
- Aesthetica in nuce, 1760 (siehe Weblinks!)
- Die Magi aus dem Morgenlande, 1760
- Vermischte Anmerkungen über die Wortfügung der frz. Sprache, 1761
- Wolken. Ein Nachspiel Sokrat. Denkwürdigkeiten, 1761
- Abaelardi Virbii Chimär. Einfälle über den zehnten Theil die Briefe die Neueste Litteratur betreffend, 1761
- Kreuzzüge des Philologen, 1762 (Sammlung, u. a. Aesthetica in nuce)
- Essais à la Mosaique, 1762
- Schriftsteller und Kunstrichter, 1762
- Leser und Kunstrichter, 1762
- Des Ritters v. Rosencreuz letzte Willensmeynung über den göttl. u. menschl. Ursprung der Sprache, 1772
- Neue Apologie des Buchstabens h, 1773
- Christiani Zacchaei Teleonarchae Prolegomena über die neueste Auslegung der ältesten Urkunde, 1774
- Versuch einer Sibylle über die Ehe, 1775
- Konxompax. Fragmente einer apokryph. Sibylle über apokalypt. Mysterien, 1779
- Golgatha und Scheblimini. Von einem Prediger in der Wüsten, 1784
- Metakritik über den Purismus der Vernunft, 1784